# Werner Schiedermair
Werner Schiedermair (* 22. September 1942 in Würzburg; † 11. Mai 2025 in München) war ein deutscher Ministerialbeamter, der viele Jahre für die Denkmalpflege in Bayern zuständig war.

## Leben
Werner Schiedermair wurde als Sohn des hochrangigen NS-Verwaltungsjuristen Rudolf Schiedermair geboren.
Werner Schiedermair studierte Rechtswissenschaften, Klassische Archäologie und Kunstgeschichte an der Universität Würzburg. Die erste juristische Staatsprüfung legte er 1965 ab, 1968 wurde er zum Dr. jur. promoviert. Er war Mitglied des Kösener Corps Bavaria Würzburg. Nach der zweiten juristischen Staatsprüfung 1969 wurde er Beamter am Bayerischen Staatsministerium für Unterricht und Kultus im Bereich Gymnasialverwaltung. Ab 1973 war er im Bayerischen Staatsministerium für Wissenschaft, Forschung und Kunst mit der Organisation des Vollzugs des Bayerischen Denkmalschutzgesetzes betraut und leitete als Ministerialrat das Referat Denkmalpflege und war daneben Geschäftsführer des bayerischen Landesdenkmalrates. Von 1996 bis zu seinem Ruhestand 2007 leitete er das Betreuungsreferat für die Universität Würzburg und das Referat Stiftungswesen. Im Juli 2006 wurde er zum Honorarprofessor für Kunstgeschichte an der Katholischen Universität Eichstätt-Ingolstadt ernannt, wo er Vorlesungen zum Thema „Umgang mit historischem Kulturgut“ hielt.

## Ehrenämter und Ehrungen
- Sprecher der Jury für den Denkmalpreis der Hypo-Kulturstiftung, München (bis 2015)
- Mitglied der Gesellschaft für Fränkische Geschichte, zeitweise Mitglied des Gesamtausschusses
- Ehrenbürger der Gemeinde Huisheim
- Päpstlicher Gregoriusorden
- Ehrenmedaille der Gemeinde Kaisheim
- Bayerische Denkmalschutzmedaille
- 1996 Mitglied der Schwäbischen Forschungsgemeinschaft, zeitweise Mitglied des Vorstandes
- 1997 außerordentliches Mitglied der Bayerischen Benediktinerakademie (seit 2023: Benediktinische Akademie Salzburg)
- 1999 Rieser Kulturpreis
- 2002 Kulturpreis der Rupert-Gabler-Stiftung
- 2009 Medaille „bene merenti“ in Gold der Julius-Maximilians-Universität Würzburg
- 2011 Bundesverdienstkreuz am Bande

## Veröffentlichungen
- Der Verwaltungsakt auf Unterwerfung. Ein Beitrag zur Lage der öffentlichen Verwaltung und zum Wesen des Grundsatzes der Gesetzmäßigkeit der Verwaltung. Dissertation Würzburg 1968.
- mit Hellmuth Amberg: Bayerisches Schulrecht für Lehrer, Schüler, Eltern. Donauwörth 1974.
- mit Wolfgang Eberl: Bayerisches Denkmalschutzgesetz. Kommentar. 2., neubearb. u. erw. Aufl.  Deutscher Gemeindeverlag, Köln u. a. 1975, ISBN 3-555-50021-X.
- mit Dieter Falckenberg, Hellmuth Amberg: Bayerisches Gesetz über das Erziehungs- und Unterrichtswesen. Kommentar. Deutscher Gemeindeverlag, Köln u. a. 1983, ISBN 3-555-50060-0.
- (Hrsg.): Heilig Kreuz in Donauwörth. Ludwig Auer GmbH, Donauwörth 1987, ISBN 3-403-01848-2.
- mit Jutta Scherg: Denkmalfibel. Praktische Hinweise zu Denkmalschutz und Denkmalpflege in Bayern. Callwey, München 1991.
- (Hrsg.): Kaisheim – Markt und Kloster. Kunstverlag Josef Fink, Lindenberg im Allgäu 2001, ISBN 3-933784-83-2.
- Schloss Weißenstein in Pommersfelden. hrsg. im Auftrag der Gemeinnützigen Stiftung Schloss Weißenstein Pommersfelden, Kunstverlag Josef Fink, Lindenberg 2003, ISBN 3-89870-145-X.
- (Hrsg.): Klosterland Bayerisch Schwaben. Kunstverlag Josef Fink, Lindenberg 2003, 2. erweiterte Auflage 2008, ISBN 978-3-89870-127-3,
- (Hrsg.): Kloster Oberschönenfeld – die Chronik der Elisabeth Herold. Kunstverlag Josef Fink, Lindenberg im Allgäu 2011.